# Esteban Giglio
Esteban Giglio (Buenos Aires, Argentina, 4 de abril de 1986) es un futbolista argentino. Se desempeña como lateral izquierdo y su equipo actual es FC Les Lilas que disputa la Championnat National 3 de Francia.

## Trayectoria
Esteban, surgido de las inferiores de Boca Juniors, se fue sin debutar al fútbol de Australia para vestir la camiseta de Perth Glory a la edad de 18 años, donde compartió plantel con su compatriota Adrián Cáceres. En el país del continente oceánico estuvo hasta el año 2006, para después retornar a Argentina al unirse a Sportivo Italiano en condición de cedido. En el año 2008, luego de otro paso por el conjunto de Perth, parte hacia los Países Bajos para unirse a PEC Zwolle donde estuvo hasta el año 2009. Después de esta experiencia, se puso la camiseta de Nueva Chicago, donde encontró gran regularidad a lo largo de dos temporadas en este equipo. Sus buenos rendimientos en el conjunto de Mataderos hicieron que a principios del año 2011, el  Comercial Futebol Clube, que buscaba ascender al Campeonato Brasileño de Serie A, adquiera su pase. Desde el año 2012 se encuentra jugando en Francia, más precisamente en la Championnat National 3, donde se desempeñó hasta el 2013 en AFC Compiègne. Hoy en día forma parte de FC Les Lilas, correspondiente a la misma categoría.

## Clubes
| Club                       | País         | Año             |
| -------------------------- | ------------ | --------------- |
| Boca Juniors               | Argentina    | 2004            |
| Perth Glory                | Australia    | 2004 - 2006     |
| Sportivo Italiano (cedido) | Argentina    | 2006 - 2007     |
| Perth Glory                | Australia    | 2007 - 2008     |
| PEC Zwolle                 | Países Bajos | 2008 - 2009     |
| Nueva Chicago              | Argentina    | 2009 - 2011     |
| Comercial Futebol Clube    | Brasil       | 2011            |
| AFC Compiègne              | Francia      | 2012 - 2013     |
| FC Les Lilas               | Francia      | 2013 - Presente |